# 1997 NR2
1997 NR2 är en asteroid i huvudbältet som upptäcktes 6 juli 1997 av den amerikanske astronomen George R. Viscome vid Rand-observatoriet.
Asteroiden har en diameter på ungefär 3 kilometer.